# Кузьминцы (Барский район)
Ку́зьминцы (укр. Кузьминці) — село на Украине, находится в Барском районе Винницкой области.
Код КОАТУУ — 0520282403. Население по переписи 2001 года составляет 955 человек. Почтовый индекс — 23040. Телефонный код — 4341.
Занимает площадь 1,97 км².
В селе действует храм Апостола и Евангелиста Иоанна Богослова Барского благочиния Винницкой и Барской епархии Украинской православной церкви.

## Адрес местного совета
23040, Винницкая область, Барский р-н, с.Кузьминцы, ул.Ленина, 14б